# 9969 Braille
9969 Braille, denumire provizorie 1992 KD, este un asteroid excentric, de tip rar și alungit din regiunile cele mai interioare ale centurii de asteroizi, clasificat ca Marte-crosser și rotator lent, cu un diametru de aproximativ 1-2 kilometri. A fost descoperit în 1992 de astronomii de la Observatorul Palomar și ulterior numit după Louis Braille, inventatorul sistemului de scriere pentru nevăzători. A fost fotografiat în prim-plan de sonda spațială Deep Space 1⁠(d) în 1999, dar o defecțiune a dus la imagini neclare.

## Descoperire și numire
Descoperit pe 27 mai 1992, de EF Helin și KJ Lawrence, care lucrau la observatorul Palomar, ca parte a căutării NASA Planet-Crossing Asteroid Survey, a primit denumirea provizorie 1992 KD. Mai târziu, a fost numit Braille în onoarea lui Louis Braille, așa cum a sugerat inginerul de software al Centrului Spațial Kennedy, Kerry Babcock, în cadrul concursului creat de The Planetary Society intitulat „Numește acel asteroid”. Citarea oficială a denumirii a fost publicată de Minor Planet Center pe 28 iulie 1999 (M.P.C. 35492).

Orbita lui Braille (albastru), cu planetele interioare și Jupiter

## Orbită
Braille are o orbită neobișnuit de înclinată și aparține clasei oarecum rare de asteroizi care traversează orbita lui Marte. Simulările orbitei sale de către oamenii de știință din proiectul Deep Space 1 prevăd că va evolua într-o orbită care o traversează pe cea a Pământului în aproximativ 4000 de ani. Deși cea mai mare apropiere de Soare este mai aproape de orbita lui Marte, orbita sa extrem de eliptică îl duce aproape la jumătatea drumului către Jupiter la afeliu și, ca atare, semiaxa sa mare este prea mare pentru a fi clasificată ca un asteroid Amor.

## Caracteristici fizice
Braille este un asteroid de tip Q, compus în principal din olivină și piroxen. Observațiile timpurii de la sol sugeraseră că ar fi putut fi un asteroid de tip V cu asemănări de compoziție între acesta și asteroidul mult mai mare 4 Vesta. Asteroidul are o formă neregulată, măsurând aproximativ 2,1 km × 1 km × 1 km.

## Explorare

Animație a lui Deep Space 1 din 24 octombrie 1998 până la 31 decembrie 2003
Deep Space 1·
9969 Braille·
Pământ·
19P/Borrelly

Informații detaliate despre Braille provin în principal de la sonda Deep Space 1⁠(d), care a trecut la 26 km de asteroid pe 29 iulie 1999,  și din observații ample de la sol făcute împreună cu misiunea. Până la momentul în care Deep Space 1 a ajuns în Braille, spectrometrul său cu ultraviolete a eșuat, dar a returnat două imagini CCD de rezoluție medie și trei spectre infraroșu în timpul întâlnirii. Cu toate acestea, deși sonda a ajuns la 26 km de Braille, imaginile și spectrele au fost preluate de la o distanță aproximativă de 14 000 km, din cauza unor probleme cu sistemul de urmărire.
Scopul principal al misiunii Deep Space 1 a fost testarea tehnologiei, dar întâlnirea cu Braille a fost de o valoare științifică puternică. Niciun asteroid singuratic atât de mic ca Braille nu a fost observat anterior de la o distanță atât de mică.